# Johan Vonlanthen
Johan Vonlanthen Benavídez (* 1. Februar 1986 in Santa Marta, Kolumbien) ist ein ehemaliger Schweizer Fussballspieler kolumbianischer Herkunft, der für Mannschaften in sechs verschiedenen Ländern spielte, zuletzt von 2016 bis 2018 für den Schweizer Verein FC Wil in der zweitklassigen Challenge League. 2024 begann er seine Trainerkarriere.

## Leben
Johan Vonlanthen wurde in der kolumbianischen Hafenstadt Santa Marta geboren und wuchs in ärmlichen Verhältnissen bei seiner alleinerziehenden Mutter auf, nachdem sein Vater bereits vor seiner Geburt die Familie verlassen hatte. Im Alter von zwölf Jahren kam er nach der Heirat seiner Mutter mit einem Schweizer in die Schweiz, wo sich seine Mutter in Wünnewil-Flamatt im Kanton Freiburg niedergelassen hatte. Später wurde er von seinem Stiefvater adoptiert und nahm seinen Namen Vonlanthen an. Er ist dadurch schweizerisch-kolumbianischer Doppelbürger.

## Karriere

### Vereine
Vonlanthen durchlief als Junior die Tagesschule bei den Berner Young Boys. In der Saison 2001/02 debütierte er als 16-Jähriger in der höchsten Schweizer Spielklasse, der Nationalliga A (seit 2003 Super League), und kam auf acht Einsätze. Dabei erzielte er ein Tor. In der darauf folgenden Saison schoss er bei 27 Einsätzen vier Tore. Im Sommer 2003 wechselte der Stürmer zum niederländischen Erstligisten PSV Eindhoven und war dort der jüngste Spieler in der Ehrendivision. Mit der PSV Eindhoven wurde er niederländischer Vizemeister und qualifizierte sich für die Champions League.
Nach einem Jahr bei Brescia Calcio spielte er in der Saison 2005/06 leihweise bei NAC Breda, wo er insgesamt 14 Tore erzielte.
Ab der Saison 2006/07 spielte Vonlanthen im offensiven Mittelfeld des österreichischen Erstligisten Red Bull Salzburg. In seiner Debütsaison kam er bei fast allen Saisonspielen zum Einsatz, erzielte fünf Tore und 15 Torvorlagen. Er holte mit seinem Club den österreichischen Meistertitel. Mit der Folgesaison begannen Vonlanthens Probleme. Der FC Salzburg kam in der Liga nicht auf Touren, und die Qualifikation für die Champions League misslang. Ende 2007 unterzog sich Vonlanthen einer erfolgreichen Leistenoperation. Auch nach seinem Comeback verlief sein Engagement beim FC Salzburg durchwachsen. In der Saison 2008/09 gewann er mit den Salzburgern seinen zweiten Meistertitel. Immer wieder erhielt er vom offensiv eingestellten Trainer Co Adriaanse eine Chance, sich zu beweisen. Vonlanthen kam in der Meistersaison 2008/09 auf 29 Einsätze, von denen jedoch lediglich fünf über 90 Minuten gingen.
Johan Vonlanthen fiel am Ende der Saison 2008/09 bei Red Bull Salzburg in Ungnade und wurde in den Nachwuchs degradiert. Daraufhin wechselte er zurück in die Schweiz zum FC Zürich. Der damals 23-Jährige und der FC Zürich einigten sich auf einen Leihvertrag bis zum 30. Juni 2010 mit Option auf eine definitive Übernahme, die jedoch nicht genutzt wurde. Nach seiner Rückkehr zum FC Red Bull Salzburg wurde Vonlanthen von Trainer Huub Stevens vorerst nicht berücksichtigt und erst im März 2011 wieder ins Kader aufgenommen. Unter dem neuen Trainer Ricardo Moniz durfte er beim 1:0-Sieg gegen die SV Mattersburg am 15. Mai 2011 ein kurzes Comeback geben, als er in der 78. Spielminute eingewechselt wurde.
Vonlanthens Vertrag beim FC Red Bull Salzburg lief im Sommer 2011 aus. Geholt als eines der grössten Offensivtalente Europas und ausgestattet mit einem der höchstdotierten Verträge im Club, kam Vonlanthen unter sämtlichen Trainern nicht über die Rolle eines Rotationsspielers hinaus.
Im Sommer 2011 verliess Vonlanthen Europa und wechselte in sein Geburtsland Kolumbien zu Itagüí Ditaires. Der Kontrakt enthielt die Klausel, dass Vonlanthen aufgrund seiner Religion an Samstagen nicht spielen musste. Vonlanthen ist Anhänger der Siebenten-Tags-Adventisten, die Arbeit am Samstag verbieten. Nachdem es auch bei diesem Club nicht rund gelaufen war, wurde der Vertrag nach einer halben Saison wieder aufgelöst, worauf Vonlanthen sogar den Rücktritt vom Profifussball bekannt gab.
Im April 2013 kehrte er zum Fussball zurück und trainierte beim FC Wohlen, mit dem er wegen der fehlenden Spielberechtigung nur ein Testspiel gegen den FC Baden absolvieren durfte. Zur Saison 2013/14 wollte er wieder einen gültigen Vertrag unterschreiben. Dies gelang ihm im Juni 2013, als er beim Rekordmeister Grasshoppers Zürich einen Einjahresvertrag mit Option auf eine zweite Saison unterzeichnete. Um Spielpraxis sammeln zu können, wurde er im Januar 2014 an den FC Schaffhausen in die Challenge League ausgeliehen. Auf die Saison 2014/15 wechselte Vonlanthen innerhalb der Liga ablösefrei zum Genfer Verein Servette FC. Dort konnte er in 30 Spielen 10 Treffer erzielen, bevor ihn eine Verletzung für ein halbes Jahr ausser Gefecht setzte. Nach der Verletzung wechselte er 2016 zum FC Wil. Dort wurde er 2018 entlassen. Danach war er zunächst vereinslos, beendete im gleichen Jahr seine Karriere als Profifussballer definitiv und nahm eine Ausbildung in Sportmanagement an der Universität St. Gallen auf.

### Nationalmannschaft

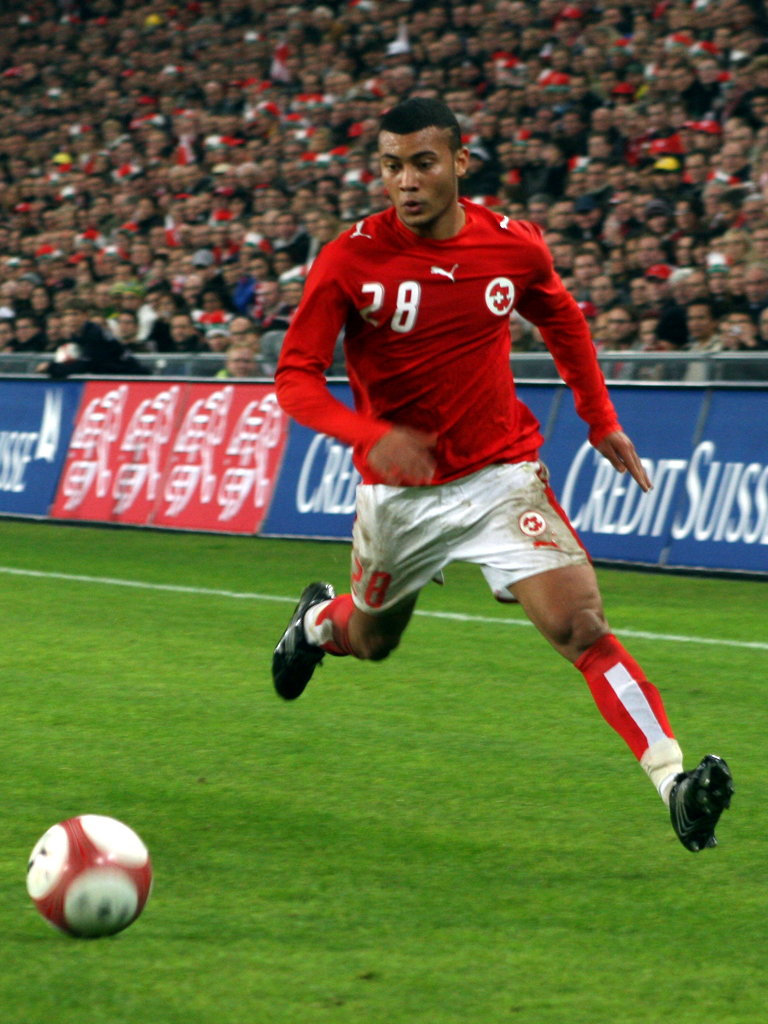
Johan Vonlanthen bei einem Länderspiel-Einsatz

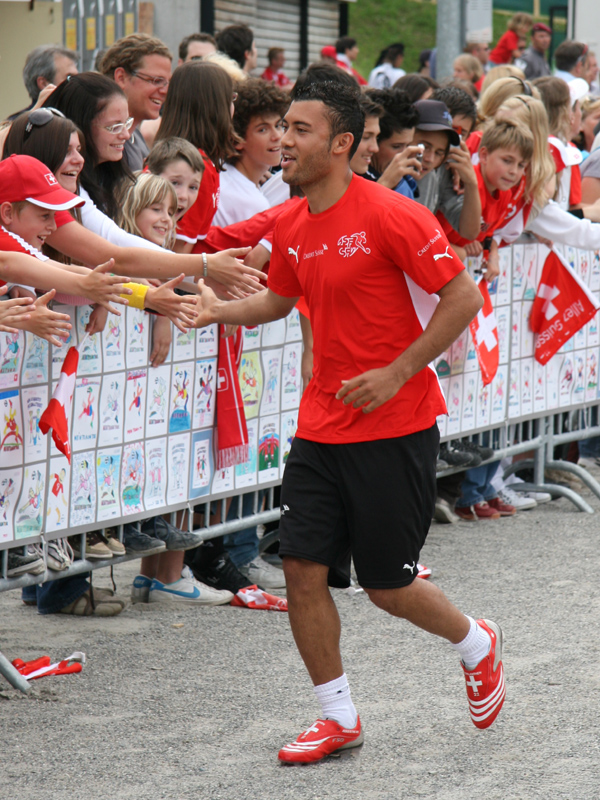
Vonlanthen im Trainingslager der Nati vor der Euro 2008

Am 6. Juni 2004 gab Vonlanthen sein Debüt im Trikot der Schweizer Fussballnationalmannschaft. Beim 1:0-Sieg der Schweiz gegen Liechtenstein wurde er in der 81. Minute für Alexander Frei eingewechselt.
Bei der Fussball-Europameisterschaft 2004 in Portugal war er der zweitjüngste Spieler des Turniers. Das erste Spiel der Schweiz gegen Kroatien sah er von der Ersatzbank aus. Im zweiten Spiel gegen England wechselte ihn Trainer Köbi Kuhn in der 83. Minute für Hakan Yakin ein. Im letzten Spiel gegen Frankreich stand Vonlanthen in der Anfangself. Mit seinem Ausgleich zum 1:1 in der 26. Minute wurde er der bis dahin jüngste Torschütze in der Geschichte der Fussball-Europameisterschaft. Diesen Rekord hatte erst vier Tage zuvor der drei Monate ältere Engländer Wayne Rooney für sich gesichert. Am Ende verlor die Schweiz die Begegnung mit 1:3 und schied nach der Vorrunde aus.
Seit der Europameisterschaft bis 2006 gehörte Vonlanthen zum Kader der Nationalmannschaft. Beim 6:0-Sieg der Schweiz gegen die Färöer zum Auftakt der Qualifikation für die WM 2006 schoss Vonlanthen drei Tore.
Vonlanthen konnte nicht an der WM 2006 teilnehmen, nachdem er sich am 22. Mai 2006 bei einem Sprinttest in Magglingen eine Muskelverletzung zugezogen hatte. Der zuvor wegen angeblicher charakterlicher Defizite angeprangerte Mittelfeldspieler Hakan Yakin ersetzte den Angreifer.
Bei der Fussball-Europameisterschaft 2008 in Österreich und der Schweiz stand Vonlanthen wieder im Aufgebot der Schweiz; wie im Verein jetzt als Mittelfeldspieler. Bei der EM wurde er in allen drei Spielen eingesetzt und bekam in den Spielen gegen Tschechien und Portugal je eine gelbe Karte.
Für die Fussball-Weltmeisterschaft 2010 in Südafrika wurde er von Nationaltrainer Ottmar Hitzfeld nicht berücksichtigt.

### Trainer
2024 wurde Vonlanthen vom FC Zürich als Trainer angestellt. Er war zunächst Stürmer- und Techniktrainer in der FCZ Academy und bei den FCZ Frauen. Seit April 2024 ist er Co-Trainer unter dem neuen Chefcoach Ricardo Moniz, der Vonlanthen aus seiner Zeit mit dem FC Red Bull Salzburg her kannte.